# Illustrierter Radrenn-Sport
Der Illustrierte Radrenn-Sport war eine Sportzeitschrift, die von 1921 bis 1935 eigenständig in Deutschland erschien.
Die Zeitschrift Illustrierter Radrenn-Sport (Illus) wurde 1921 in Breslau gegründet und übernahm schnell die Monopolstellung als Radsport-Zeitschrift, die bis dahin die seit 1895 erscheinende Rad-Welt innegehabt hatte. Die Rad-Welt war in finanzielle Nöte geraten und wurde 1922 schließlich eingestellt. Ein Grund für die sofortige Popularität des Illus war, dass die Zeitschrift im Gegensatz zur Rad-Welt reich bebildert war und moderner im Layout; die Wortbeiträge trugen der Entwicklung Rechnung, dass Radsport ein populärer Publikumssport war. 1923 wurde Erich Kroner Chefredakteur, und die Redaktion zog nach Berlin. Die Zeitschrift erschien wöchentlich dienstags. Unter den Mitarbeitern befanden sich Sigmund Durst und Heinrich Stockmann.
1933 wurde Kroner wegen seiner jüdischen Herkunft als Chefredakteur abgelöst, sein Nachfolger wurde Fredy Budzinski. Budzinski musste den Illus allerdings auch nach einem Jahr verlassen, weil er mit einer „nicht-arischen“ Frau verheiratet war. 1935 wurde der Illus gleichgeschaltet, in dem er mit dem offiziellen Organ des Deutschen Radfahrer-Verbandes (DRV) zusammengelegt wurde. Die neue Zeitschrift erschien fortan unter dem Titel Der Deutsche Radfahrer – Illustrierter Radrenn-Sport. Im September 1944 wurde die Zeitschrift eingestellt.
Der Illus erschien im Deutschen Sportverlag, dessen Inhaber Kurt Stoof war. Nach dem Zweiten Weltkrieg zog der Verlag nach Köln, wo Stoof ab 1950 die Zeitschrift Radsport und andere Sportzeitschriften herausgab.